# شومن

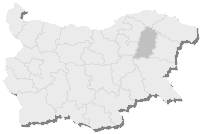
شومن

مدينة شومن هي العاصمة الإدارية لمحافظة شومن  ، إحدى المحافظات الثماني والعشرين المقسمة لجمهورية بلغاريا وتبلغ مساحتها 3,390.2 كيلومتر مربع وعدد سكانها 202,395 نسمة ويتبعها عشرة مناطق إدارية محلية (ألوية) و 151 تجمع سكاني من مدن صغيرة (8) وقرى (144).
تحتوي المنطقة على العديد من المعالم الأثرية مثل نصب مؤسسي الدولة البلغارية(1300 عام على تأسيس الدولة البلغارية) ، ومسجد الشريف خليل باشا المعروف باسم جامع الطومبول باشا والمدينة الأثرية بليسكا Плиска و قلعة شومن وغيرها وتمتاز شومن، شأنها شأن العديد من المناطق البلغارية الجنوبية والشرقية، بالتنوع الديني الواسع.

## تاريخ شومن
في عام 1444م خلال الحملة الصليبية لملك بولندا والمجر فلاديسلاف الثالث ياغيلو، هدم حصن شومين، مما أدى إلى نقل المدينة إلى موقعها الحالي.

## توأمة
لشومن اتفاقيات توأمة مع كل من:
- دبرتسن
- تشنغتشو
- ماكون
- آدابازاري
- خيرسون
- بودولسك
- تولتشيا

## معرض الصور

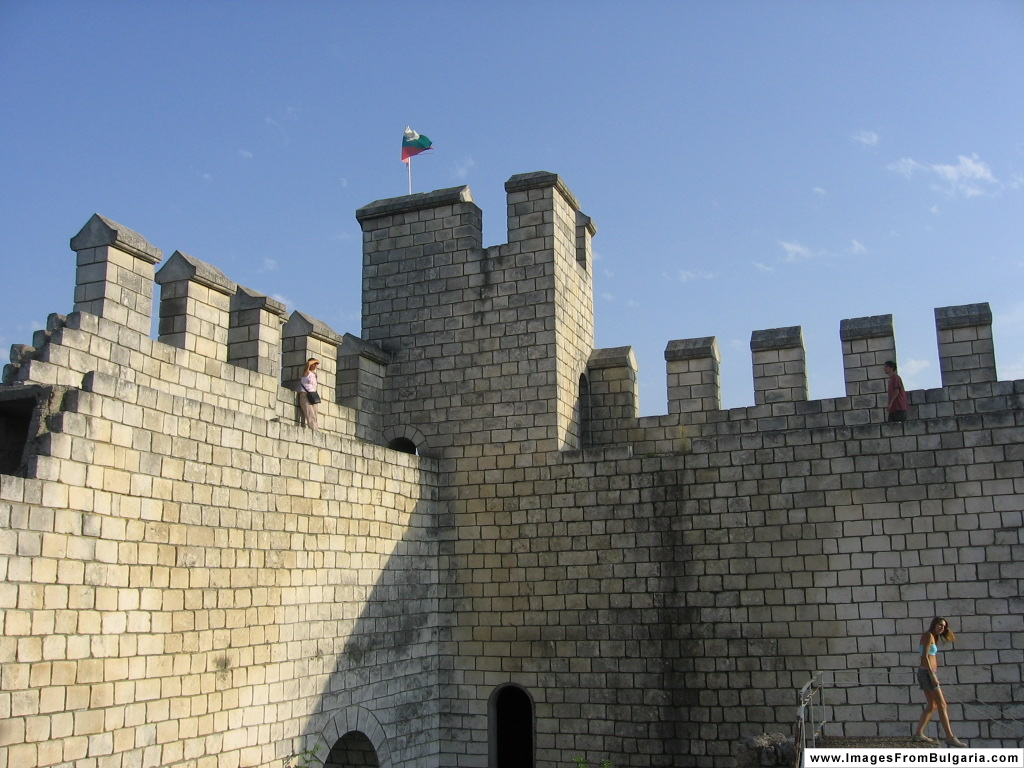
قلعة شومن
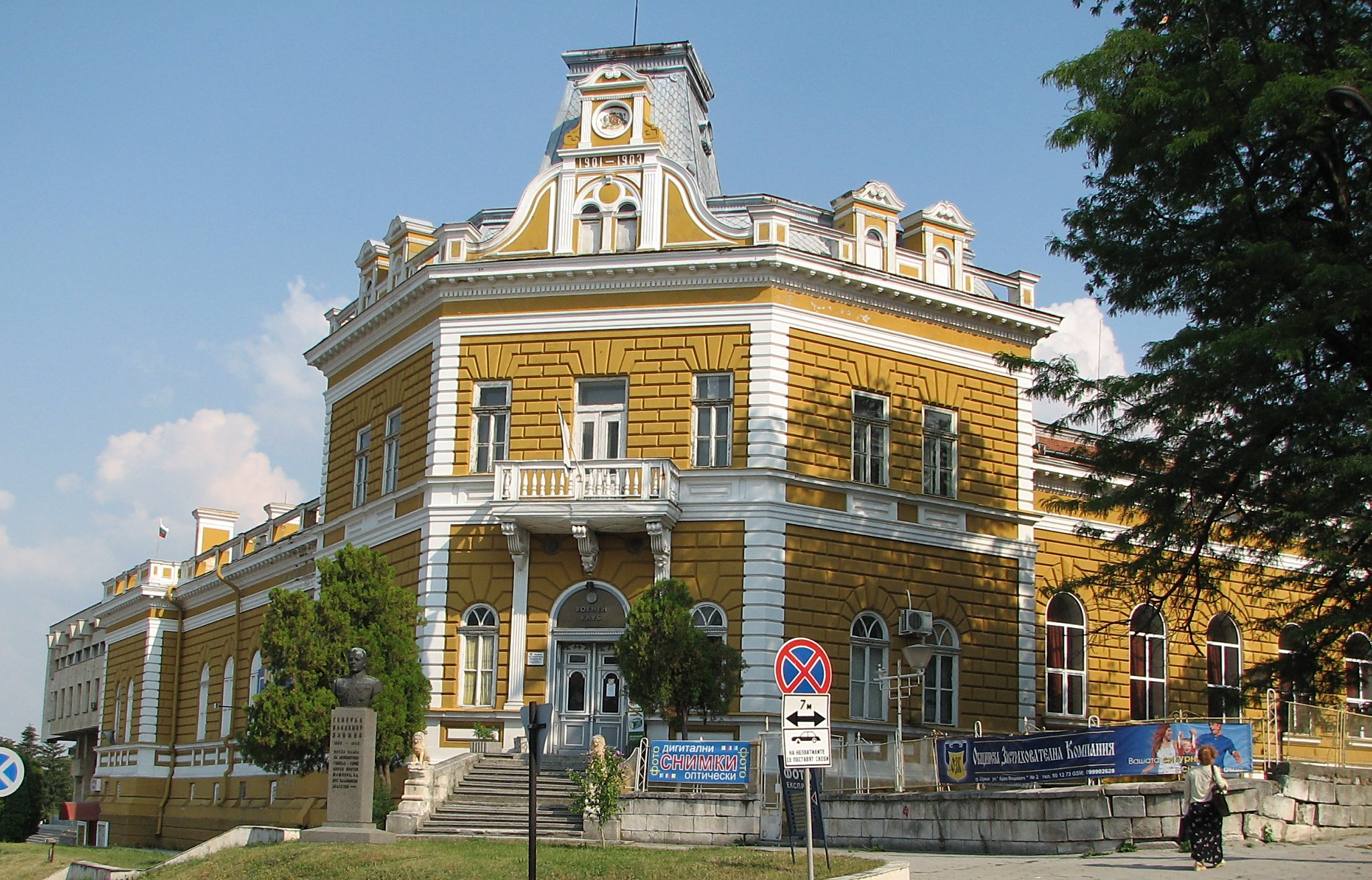
النادي العسكري( بني 1901-1903)
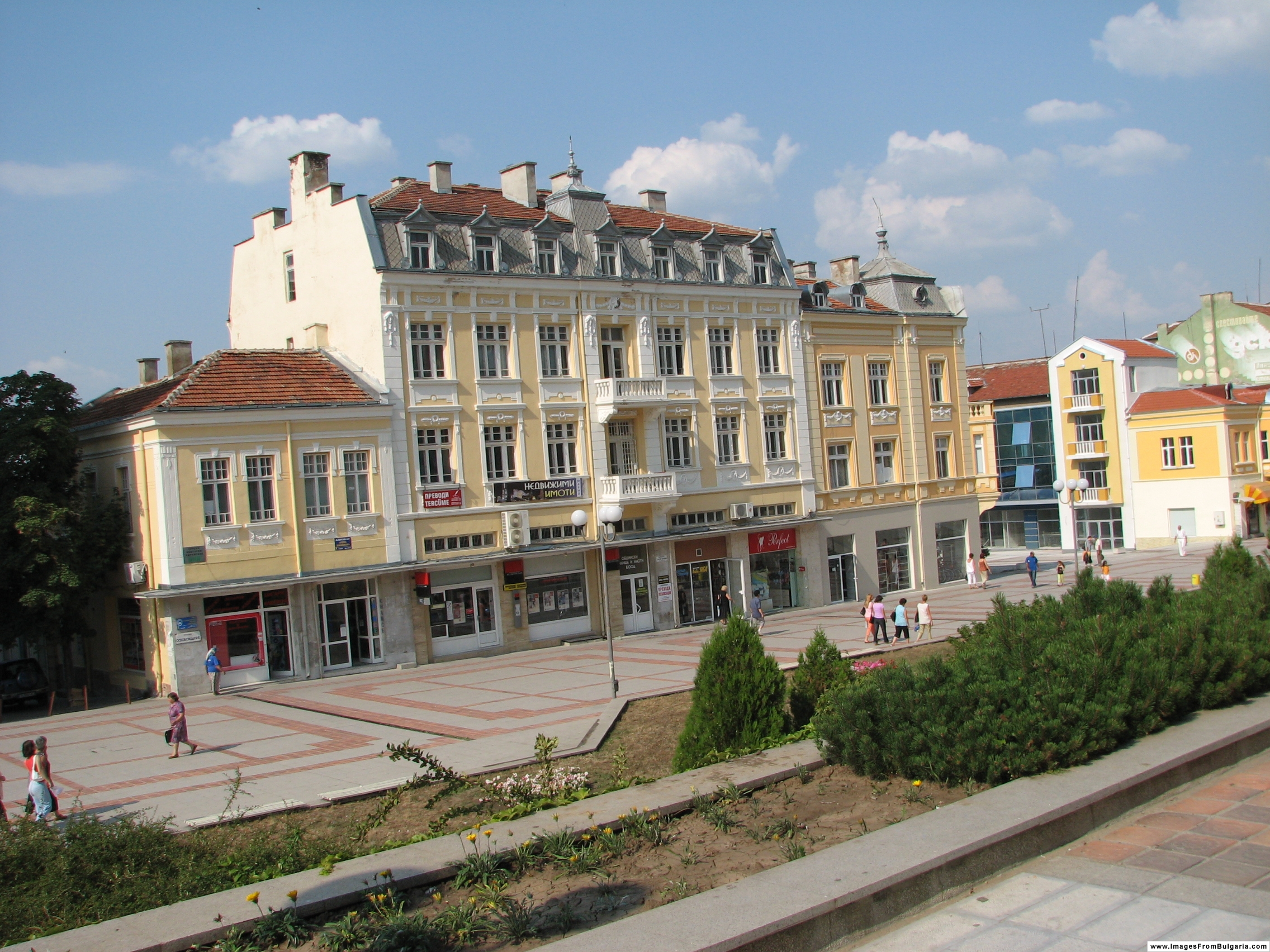
وسط شومن

## أعلام
- إيفان جورجييف بتروف
- فاسيل كولاروف
- دييان بويكوف
- يوسف إسماعيل
- سوناي إردم